# Gymnochthebius perlabidus
Gymnochthebius perlabidus är en skalbaggsart som beskrevs av Perkins 1980. Gymnochthebius perlabidus ingår i släktet Gymnochthebius och familjen vattenbrynsbaggar. Inga underarter finns listade i Catalogue of Life.